# ChievoVerona Women FM 2020-2021
Questa voce raccoglie le informazioni riguardanti l'Società Sportiva Dilettantistica ChievoVerona Women FM nelle competizioni ufficiali della stagione 2020-2021.

## Divise e sponsor
L'accordo societario con il ChievoVerona influisce anche nella tenuta da gioco, adottando lo schema adottato dalla squadra maschile. Lo sponsor tecnico e fornitore dell'abbigliamento sportivo è Givova mentre lo sponsor principale è la Autozai di Verona.
| Casa | Trasferta | Terza tenuta |

## Organigramma societario
Organigramma tratto dal sito ufficiale della società, aggiornato al 25 aprile 2021.
Area amministrativa
- Presidente: Alice Bianchini
- Presidente onorario: Giuseppe Boni
- Segretario: Francesco De Giorgio
- Team Manager: Deila Boni
- Direttore sportivo: Massimiliano Rossi

Area tecnica
- Allenatore: Moreno Dalla Pozza (fino alla 13ª giornata)
- Allenatore: Michele Ardito (dalla 14ª giornata)
- Allenatore in seconda: Enrico Salgarollo
- Allenatore dei portieri: Valerio Filippi
- Massaggiatore: Marica Usvardi

### Rosa
Rosa, ruoli e numeri di maglia tratti dal sito ufficiale e dal sito Football.it, aggiornati al 7 agosto 2020.
| N. |                    | Ruolo | Calciatrice               |
| -- | ------------------ | ----- | ------------------------- |
| 3  | Italia (bandiera)  | D     | Giulia Caliari            |
| 4  | Italia (bandiera)  | D     | Chiara Mele               |
| 5  | Italia (bandiera)  | D     | Francesca Carleschi       |
| 6  | Romania (bandiera) | D     | Irina Alexandra Tunoaia   |
| 7  | Italia (bandiera)  | A     | Rachele Peretti           |
| 8  | Italia (bandiera)  | C     | Silvia Carraro            |
| 9  | Italia (bandiera)  | A     | Alice Martani             |
| 10 | Italia (bandiera)  | C     | Valentina Boni (capitano) |
| 11 | Italia (bandiera)  | C     | Daiana Mascanzoni         |
| 13 | Italia (bandiera)  | D     | Alessia Pecchini          |
| 14 | Italia (bandiera)  | C     | Eleonora Prost            |
| 16 | Italia (bandiera)  | D     | Lucia Bonfante            |
| 17 | Italia (bandiera)  | P     | Francesca Olivieri        |

| N. |                   | Ruolo | Calciatrice           |
| -- | ----------------- | ----- | --------------------- |
| 18 | Italia (bandiera) | A     | Martina Gelmetti      |
| 19 | Italia (bandiera) | A     | Gaia Distefano        |
| 21 | Italia (bandiera) | C     | Jessica Zanoni        |
| 22 | Italia (bandiera) | A     | Stella Botti          |
| 23 | Italia (bandiera) | D     | Francesca Salaorni    |
| 25 | Italia (bandiera) | C     | Sara Tardini          |
| 26 | Italia (bandiera) | A     | Lucrezia Salimbeni    |
| 27 | Italia (bandiera) | D     | Stefania Zanoletti    |
| 28 | Italia (bandiera) | P     | Giada Pilato          |
| 29 | Italia (bandiera) | C     | Stefania Dallagiacoma |
| 33 | Italia (bandiera) | P     | Martina Galloni       |
| 37 | Italia (bandiera) | C     | Giorgia Bertolotti    |
|    | Italia (bandiera) | P     | Myriam Magalini       |

## Calciomercato

### Sessione estiva
| Acquisti | Acquisti       | Acquisti        | Acquisti |
| R.       | Nome           | da              | Modalità |
| -------- | -------------- | --------------- | -------- |
| C        | Eleonora Prost | non in attività | [ 4 ]    |

| Cessioni | Cessioni | Cessioni | Cessioni |
| R.       | Nome     | a        | Modalità |
| -------- | -------- | -------- | -------- |
|          |          |          |          |

### Sessione invernale
| Acquisti | Acquisti         | Acquisti      | Acquisti    |
| R.       | Nome             | da            | Modalità    |
| -------- | ---------------- | ------------- | ----------- |
| P        | Giada Pilato     | Ravenna       | definitivo  |
| A        | Gaia Distefano   | Juventus      | in prestito |
| A        | Martina Gelmetti | Riozzese Como | [ 7 ]       |

| Cessioni | Cessioni | Cessioni | Cessioni |
| R.       | Nome     | a        | Modalità |
| -------- | -------- | -------- | -------- |
|          |          |          |          |

## Risultati

### Serie B

#### Girone di andata
| Arbitro: | Maccorin (Pordenone) |

|                               |           |                  |
| Zorzan 52’ Ponte 90+1’ (rig.) | Marcatori | 48’ Dallagiacoma |

| Arbitro: | Gasperotti (Rovereto) |

|                |           |              |
| Bertolotti 35’ | Marcatori | 16’ Burbassi |

| Arbitro: | Djurdjevic (Trieste) |

|                |           |                            |
| Mascanzoni 63’ | Marcatori | 33’, 66’ Beleffi 75’ Nagni |

| Arbitro: | Catanzaro (Catanzaro) |

|                      |           |                                             |
| Previtali 46’ (rig.) | Marcatori | 2’ Peretti 30’ Pecchini 73’, 76’ Mascanzoni |

| Villafranca di Verona 18 ottobre 2020, ore 15:00 CEST 5ª giornata | ChievoVerona FM    | 0 – 0 referto referto 2 | Pomigliano | Sinergy Stadium (0 spett.)\| Arbitro: \| De Angeli (Milano) \| |
| Arbitro:                                                          | De Angeli (Milano) |                         |            |                                                                |

| Arbitro: | Aldi (Finale Emilia) |

|                                  |           |  |
| Hilaj 12’ Žigić 18’ Antolini 24’ | Marcatori |  |

| Arbitro: | Castellano (Nichelino) |

|                               |           |  |
| Ferrario 9’, 55’ Vivirito 18’ | Marcatori |  |

| Arbitro: | Santarossa (Pordenone) |

|  |           |                                          |
|  | Marcatori | 4’ (aut.) Pecchini 42’ Martín 82’ Cianci |

| Arbitro: | Zambetti (Lovere) |

|                                       |           |                                    |
| Peretti 17’ (aut.) Tuttino 49’ (rig.) | Marcatori | 29’ Tardini 42’ Boni 79’ Carleschi |

| Arbitro: | Nuzzo (Seregno) |

|                                          |           |            |
| Botti 30’ Dallagiacoma 37’ Martani 90+2’ | Marcatori | 9’ Piselli |

| Arbitro: | Carsenzuola (Legnano) |

|                   |           |                       |
| Kastrati 24’, 53’ | Marcatori | 10’, 18’ Dallagiacoma |

| Arbitro: | Marra (Mantova) |

|          |           |  |
| Boni 57’ | Marcatori |  |

| Arbitro: | Torreggiani (Civitavecchia) |

|            |           |  |
| Gavagni 6’ | Marcatori |  |

#### Girone di ritorno
| Arbitro: | Frasynak (Gallarate) |

|                                          |           |  |
| Distefano Boni 59’ Dallagiacoma 73’, 84’ | Marcatori |  |

| Arbitro: | Sacchi (Macerata) |

|                                   |           |  |
| Pecchini 19’ (aut.) Marengoni 79’ | Marcatori |  |

| Arbitro: | Borriello (Arezzo) |

|                |           |  |
| Cuciniello 78’ | Marcatori |  |

| Arbitro: | Kovacevic (Arco Riva) |

|  |           |                       |
|  | Marcatori | 6’ Magri 47’ Barcella |

| Arbitro: | Silvestri (Roma 1) |

|           |           |                                 |
| Massa 79’ | Marcatori | 41’, 72’ Peretti 90+4’ Gelmetti |

| Arbitro: | Di Renzo (Bolzano) |

|  |           |                                |
|  | Marcatori | 4’ Hilaj 65’ Žigić 76’ Pereira |

| Arbitro: | D'Eusanio (Faenza) |

|                                     |           |            |
| Dallagiacoma 61’ Peretti 70’ (rig.) | Marcatori | 6’ Rognoni |

| Arbitro: | Liotta (Castellammare di Stabia) |

|                                                         |           |  |
| Martin Santamaria 1’, 20’, 75’ Cuschieri 48’ Luijks 58’ | Marcatori |  |

| Arbitro: | Diop (Treviglio) |

|                                   |           |           |
| Salaorni 26’ Peretti 47’ Boni 63’ | Marcatori | 20’ Ferin |

| Arbitro: | Fantozzi (Civitavecchia) |

|  |           |                |
|  | Marcatori | 90+5’ Gelmetti |

| Arbitro: | Frosi (Treviglio) |

|                                                            |           |                         |
| Gelmetti 25’, 37’, 58’ Boni 45’ (rig.), 66’ Mascanzoni 70’ | Marcatori | 83’ Yeboaa 89’ Kastrati |

| Roma 16 maggio 2021, ore 12:00 CET 25ª giornata | Roma CF         | 0 – 0 referto referto 2 | ChievoVerona FM | Centro Sportivo Certosa\| Arbitro: \| Romei (Isernia) \| |
| Arbitro:                                        | Romei (Isernia) |                         |                 |                                                          |

| Arbitro: | Foresti (Bergamo) |

|             |           |              |
| Peretti 32’ | Marcatori | 22’ Iannella |

### Coppa Italia

#### Gironi eliminatori
| Arbitro: | Rispoli (Locri) |

|             |           |                          |
| Carraro 55’ | Marcatori | 36’ Filippi 78’ Burbassi |

| Arbitro: | Gasperotti (Rovereto) |

|  |           |                                      |
|  | Marcatori | 9’ Prugna 38’ Dompig 44’, 45’ Caloia |

## Statistiche

### Statistiche di squadra
| Competizione | Punti | In casa | In casa | In casa | In casa | In casa | In casa | In trasferta | In trasferta | In trasferta | In trasferta | In trasferta | In trasferta | Totale | Totale | Totale | Totale | Totale | Totale | DR  |
| Competizione | Punti | G       | V       | N       | P       | Gf      | Gs      | G            | V            | N            | P            | Gf           | Gs           | G      | V      | N      | P      | Gf     | Gs     | DR  |
| ------------ | ----- | ------- | ------- | ------- | ------- | ------- | ------- | ------------ | ------------ | ------------ | ------------ | ------------ | ------------ | ------ | ------ | ------ | ------ | ------ | ------ | --- |
| Serie B      | 35    | 13      | 6       | 3       | 4       | 22      | 18      | 13           | 4            | 2            | 7            | 14           | 23           | 26     | 10     | 5      | 11     | 36     | 41     | -5  |
| Coppa Italia | -     | 2       | 0       | 0       | 2       | 1       | 6       | -            | -            | -            | -            | -            | -            | 2      | 0      | 0      | 2      | 1      | 6      | -5  |
| Totale       | -     | 15      | 6       | 3       | 6       | 23      | 24      | 13           | 4            | 2            | 7            | 14           | 23           | 28     | 10     | 5      | 13     | 37     | 47     | -10 |

### Andamento in campionato
| Giornata  | 1  | 2  | 3  | 4 | 5 | 6 | 7 | 8 | 9 | 10 | 11 | 12 | 13 | 14 | 15 | 16 | 17 | 18 | 19 | 20 | 21 | 22 | 23 | 24 | 25 | 26 |
| --------- | -- | -- | -- | - | - | - | - | - | - | -- | -- | -- | -- | -- | -- | -- | -- | -- | -- | -- | -- | -- | -- | -- | -- | -- |
| Luogo     | T  | C  | C  | T | C | T | T | C | T | C  | T  | C  | T  | C  | T  | T  | C  | T  | C  | C  | T  | C  | T  | C  | T  | C  |
| Risultato | P  | N  | P  | V | N | P | P | P | V | V  | N  | V  | P  | V  | P  | P  | P  | V  | P  | V  | V  | P  | V  | V  | N  | N  |
| Posizione | 10 | 10 | 12 |   |   |   |   |   |   |    |    |    |    |    |    |    |    |    | 12 | 12 | 12 | 12 | 9  | 8  | 9  | 9  |

Legenda:

Luogo: C = Casa; T = Trasferta. Risultato: V = Vittoria; N = Pareggio; P = Sconfitta.

### Statistiche delle giocatrici
| Giocatore       | Serie B  | Serie B | Serie B     | Serie B    | Coppa Italia | Coppa Italia | Coppa Italia | Coppa Italia | Totale   | Totale | Totale      | Totale     |
| Giocatore       | Presenze | Reti    | Ammonizioni | Espulsioni | Presenze     | Reti         | Ammonizioni  | Espulsioni   | Presenze | Reti   | Ammonizioni | Espulsioni |
| --------------- | -------- | ------- | ----------- | ---------- | ------------ | ------------ | ------------ | ------------ | -------- | ------ | ----------- | ---------- |
| G. Bertolotti   | 18       | 1       | 0           | 0          | 1            | 0            | 0            | 0            | 19       | 1      | 0           | 0          |
| L. Bonfante     | 6        | 0       | 0           | 0          | 1            | 0            | 0            | 0            | 7        | 0      | 0           | 0          |
| V. Boni         | 23       | 6       | 1           | 1          | 2            | 0            | 0            | 0            | 25       | 6      | 1           | 1          |
| S. Botti        | 12       | 1       | 1           | 0          | 2            | 0            | 0            | 0            | 14       | 1      | 1           | 0          |
| G. Caliari      | 5        | 0       | 2           | 0          | -            | -            | -            | -            | 5        | 0      | 2           | 0          |
| F. Carleschi    | 8        | 1       | 0           | 0          | 2            | 0            | 0            | 0            | 10       | 1      | 0           | 0          |
| S. Carraro      | 10       | 0       | 2           | 0          | 1            | 1            | 0            | 0            | 11       | 1      | 2           | 0          |
| S. Dallagiacoma | 24       | 7       | 0           | 0          | 2            | 0            | 0            | 0            | 26       | 7      | 0           | 0          |
| G. Distefano    | 15       | 1       | 2           | 0          | -            | -            | -            | -            | 15       | 1      | 2           | 0          |
| M. Galloni      | 6        | -5      | 0           | 0          | 1            | -2           | 0            | 0            | 7        | -7     | 0           | 0          |
| M. Gelmetti     | 13       | 5       | 1           | 0          | -            | -            | -            | -            | 13       | 5      | 1           | 0          |
| M. Magalini     | 4        | -8      | 0           | 0          | 1            | -4           | 0            | 0            | 5        | -12    | 0           | 0          |
| A. Martani      | 16       | 1       | 0           | 0          | 2            | 0            | 0            | 0            | 18       | 1      | 0           | 0          |
| D. Mascanzoni   | 16       | 4       | 0           | 0          | 1            | 0            | 0            | 0            | 17       | 4      | 0           | 0          |
| C. Mele         | 16       | 0       | 4           | 0          | -            | -            | -            | -            | 16       | 0      | 4           | 0          |
| F. Olivieri     | 12       | -20     | 0           | 0          | -            | -            | -            | -            | 12       | -20    | 0           | 0          |
| A. Pecchini     | 25       | 1       | 1           | 0          | 1            | 0            | 0            | 0            | 26       | 1      | 1           | 0          |
| R. Peretti      | 21       | 6       | 1           | 0          | 1            | 0            | 0            | 0            | 22       | 6      | 1           | 0          |
| G. Pilato       | 4        | -5      | 0           | 0          | -            | -            | -            | -            | 4        | -5     | 0           | 0          |
| E. Prost        | 23       | 0       | 4           | 1          | 2            | 0            | 1            | 0            | 25       | 0      | 5           | 1          |
| C. Ronca        | 1        | 0       | 0           | 0          | -            | -            | -            | -            | 1        | 0      | 0           | 0          |
| F. Salaorni     | 16       | 1       | 5           | 0          | 1            | 0            | 0            | 0            | 17       | 1      | 5           | 0          |
| L. Salimbeni    | 20       | 0       | 1           | 1          | 2            | 0            | 0            | 0            | 22       | 0      | 1           | 1          |
| S. Tardini      | 25       | 1       | 2           | 1          | 2            | 0            | 0            | 0            | 27       | 1      | 2           | 1          |
| I. A. Tunoaia   | 25       | 0       | 2           | 0          | 2            | 0            | 0            | 0            | 27       | 0      | 2           | 0          |
| S. Zanoletti    | 13       | 0       | 1           | 0          | 2            | 0            | 0            | 0            | 15       | 0      | 1           | 0          |
| J. Zanoni       | 1        | 0       | 0           | 0          | 2            | 0            | 0            | 0            | 3        | 0      | 0           | 0          |